# De caravana
De caravana es una película argentina, del género comedia realizada en el año 2011 y dirigida por Rosendo Ruiz. Se encuentra entre las tres películas cordobesas apoyadas por el Instituto Nacional de Cine y Artes Audiovisuales (INCAA) y contó con el apoyo de la Provincia de Córdoba.
Fue estrenada el 3 de noviembre de 2011 y pronto se ubicó como la película cordobesa más taquillera de la historia.

## Sinopsis
Juan Cruz prepara su obra para una prestigiosa competencia de fotografía, cuando sus jefes en la agencia de publicidad se empeñan en arrancarlo tanto de esa tarea como de su mundo natural, el de la clase alta cordobesa. La misión consiste en zambullirse en un baile de la La Mona Jiménez, y capturar el espíritu de la noche cuartetera con su cámara. Pero una vez en el populoso local bailable, quedará inesperadamente encadenado a una complicada serie de eventos que comienza por conocer a Sara, una encantadora pero peligrosa joven del ambiente; un camino de entrada al submundo mafioso local, del cual no le será fácil escapar. 

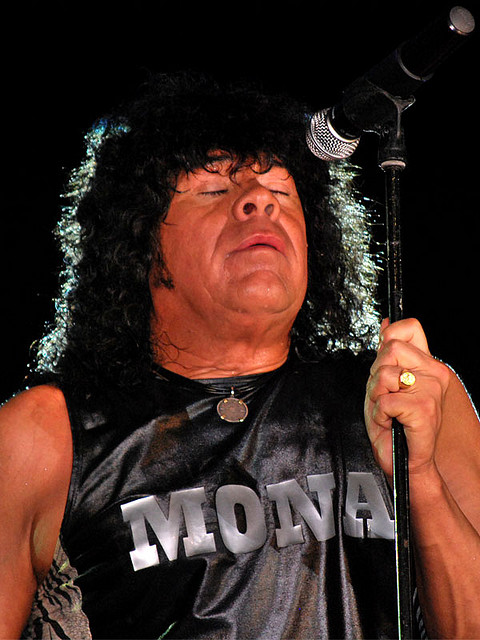
La Mona Jiménez

## Elenco
- “Juan Cruz” Interpretado por Francisco Colja.
- “Sara” Interpretada por Yohana Pereyra.
- “Penelope” Interpretada por Martin Rena.
- “Maxtor” Interpretado por Rodrigo Savina.
- “Laucha” Interpretado por Gustavo Almada.

## Equipo técnico
- Producción Ejecutiva: Ines Moyano.
- Coproducción: Ricardo Giaroli, Video Arte Producciones.
- Jefe de producción: Hector Nizzo.
- Dirección de Fotografía: Pablo Gonzalez Galetto
- Cámara: Marcos Rostagno.
- Dirección de actores: Gustavo Almada.

## Premios
- Premio CINECOLOR a la mejor película elegida por el público (Festival Internacional de Cine de Mar del Plata).[3]
- Mención FEISAL al mejor director (Festival Internacional de Cine de Mar del Plata).
- Premio FUJI al mejor largometraje Argentino (Festival Internacional de Cine Independiente de Cosquín, 2011).[4]
- Mejor film Largometraje Ficción (FESAALP, 2011).
- Mención especial del jurado, Competencia Nacional de Largometrajes (RIO NEGRO PROYECTA, 2011).